# Christopher Colwill
Christopher Colwill (* 11. September 1984 in Brandon) ist ein US-amerikanischer Wasserspringer. Er startet für den Verein Georgia Dive Club in den Disziplinen Kunstspringen vom 1-m- und 3-m-Brett und zusammen mit Jevon Tarantino im 3-m-Synchronspringen.
Colwill nahm an den Olympischen Spielen 2008 in Peking teil. Vom 3-m-Brett erreichte er das Finale und wurde Zwölfter, im 3-m-Synchronspringen wurde er zusammen mit Tarantino Vierter. Bei Weltmeisterschaften erreichte er mehrfach ein Finale. Vom 1-m-Brett wurde er 2005 in Montreal Sechster, 2007 in Melbourne und 2011 in Shanghai Vierter. 2009 in Rom gelang ihm vom 3-m-Brett Rang acht.
Colwill wurde seit 2005 mehrfach US-amerikanischer Meister. 1999 gewann er zudem den Junioren-Weltmeistertitel, damals noch im 10-m-Turmspringen.